# 皇后エリーザベト鉄道

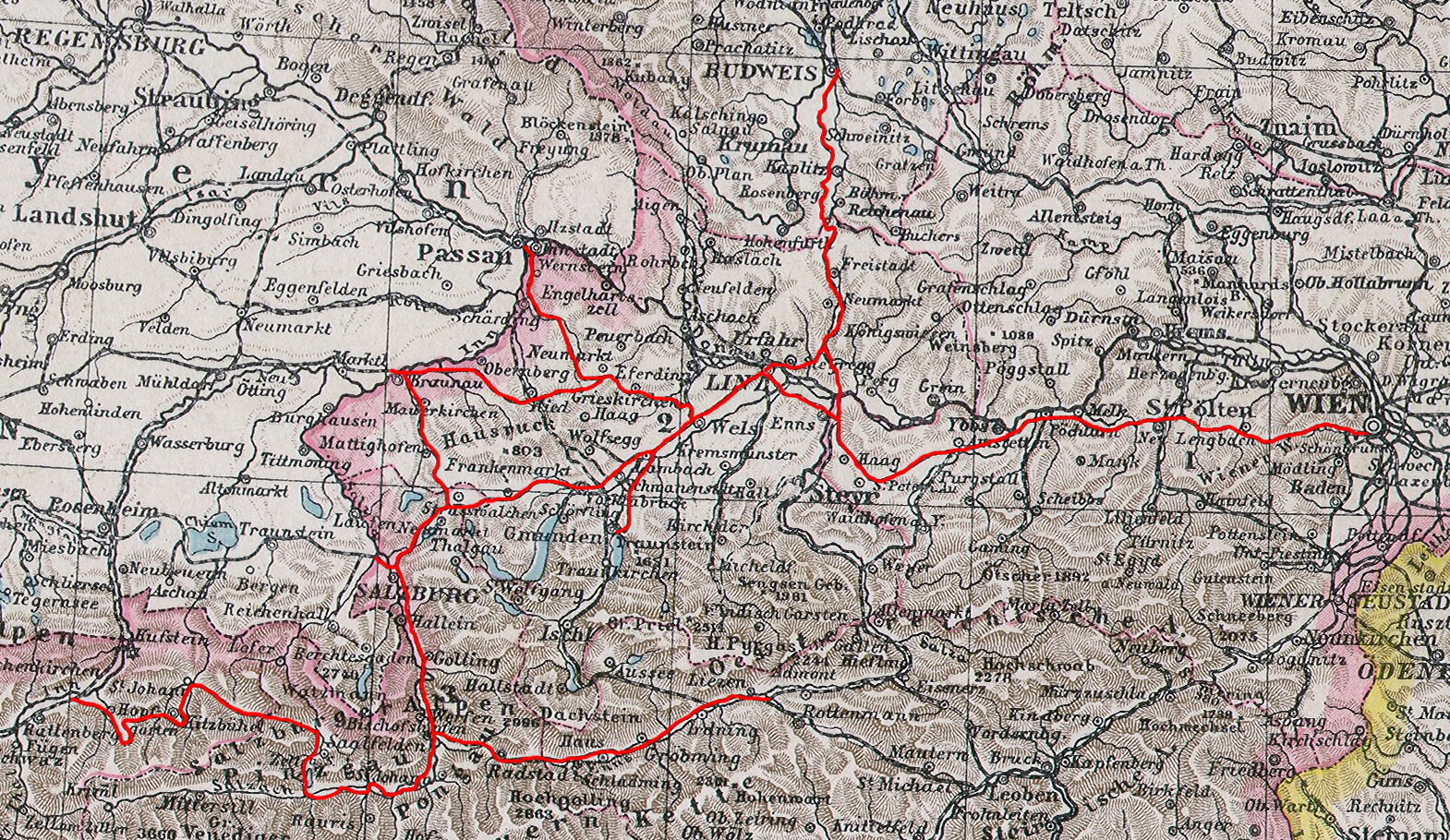
皇后エリーザベト鉄道会社の路線網

帝国特認皇后エリーザベト鉄道（ていこくとくにんとくせつこうごうエリーザベトてつどう、ドイツ語: k.k. privilegierte Kaiserin Elisabeth-Bahn, KEB）はオーストリア・ハンガリー帝国の鉄道会社で、ウィーン - ザルツブルク間の本線とヴェルス - パッサウ線などを運営した。1884年にオーストリア帝国鉄道はKEBを企業合併の形態で引き受けた。

## 歴史
オーストリア西部鉄道はこのころオーストリアで最も重要な路線であるが、オーストリア帝国時代にはあまりに重要な路線ではなかった。ウィーン - トリエスト間の南部鉄道はアドリア海の港と、皇帝フェルディナント北部鉄道はモラヴィア炭田およびボヘミア炭田と連結されていた。それに比べて西部鉄道はザルツブルク及びバイエルンと結ばれ、経路は第一ドナウ蒸気船水運会社（Erste Donau-Dampfschiffahrts-Gesellschaft）の航路と平行であった。従ってこの路線の建設工事は南部鉄道と北部鉄道の開通以後に漸く始まった。
1851年6月21日にバイエルンとオーストリアの間に締結された条約により、ブルック・アン・デル・ムル - ザルツブルク国境線間およびリンツ - パッサウ国境線間の鉄道建設はオーストリア帝国の義務となった。建設期限は1858年末まで与えられた。ブルック・アン・デル・ムルからザルツブルクまでの鉄道建設計画は高い費用と地形の難点のため結局放棄された。実業家ヘルマン・リントハイム（Hermann Dietrich Lindheim, 1790-1860）は総監督であったカイスラーにウィーン - リンツ - ザルツブルク区間の鉄道建設計画を委託して、1854年10月その件で予備敷設免許を獲得した。リントハイムは資金調達のために実業家であったメルクと共にコンソーシアムを設立して、そのコンソーシアムには1856年6月22日株式会社の形が整えられた。
1856年3月8日にオーストリア帝国政府はエリザベート皇后鉄道に敷設許可を与えて、90年間の有効期間、5％の利子率、固定資産の返済は許可書に明示された。1856年4月21日バイエルンとオーストリア間の二番目の条約は、両国が互いに条約を批准した日から5年以内に鉄道を開通する義務条項を含めて締結された。パッサウ - リンツ間の分岐線は7年以内に完工するべしであった。
1857年馬車鉄道会社第一鉄道（k.k.privilegierte Erste Eienbahngesellschaft）が運営したリンツ - ブドヴァイス（現在チェスケー・ブジェヨヴィツェ）間およびリンツ - ランバッハ - グムンデン間はKEBにより引き受けられた。1859年から1860年までリンツ - ザルツブルク間が数段階にかけて開通されて、1860年8月12日に西部鉄道が公式的に完工した。1861年9月1日にヴェルス - パッサウ線が開通したことで、1856年の条約内容が履行できた。同じ年にフリードリヒ・ヴォン・コロルラ（Friedrich Schey von Koromla, 1815-1881）が取締役として就任した。
KEBは1880年におよそ980 kmの鉄道網を保有した。1880年12月の協定により、オーストリア政府はKEBと付属会社の財政負担責任を1882年1月1日以来引き受けた。1884年9月にKEBは国有化されて、車両および施設物は帝国鉄道に譲り渡された。

## 路線目録
- ウィーン - リンツ: 1858年12月15日開通。
- リンツ - ランバッハ: 1857年10月1日第一鉄道から譲り受け。1859年9月1日標準軌設置。
- ランバッハ - ザルツブルク - 国境: 1860年8月12日まで段階的開通。
- ヴェルス - パッサウ: 1861年9月1日開通。
- ズンメラウ - ブドヴァイス: 1857年10月1日第一鉄道から譲り受け。1871年12月1日標準軌設置および移設。
- ザンクトヴァレンティン - ズンメラウ: 1872年12月6日開通。
- リンツ - ガイスバッハ・ヴァルトベルク: 1857年10月1日第一鉄道から譲り受け。1873年12月20日再開通。
- ノイマルクト＝カルハーム - ブラウナウ・アム・イン: 1870年10月23日譲り受け。1870年12月20日開通。
- ザルツブルク - ハライン: 1871年7月15日開通。
- ハライン - ビショフスホーフェン - ヴェルグル: 1875年8月6日開通[10]。
- ビショフスホーフェン - ゼルツタール: 1875年8月6日開通[10]。